# Liste des cavités naturelles les plus longues de la Haute-Loire

Département de la Haute-Loire.

La liste des cavités naturelles les plus longues du département de la Haute-Loire recense sous la forme d'un tableau, les cavités souterraines naturelles connues, dont le développement est supérieur à dix mètres.
La communauté spéléologique considère qu'une cavité souterraine naturelle n'existe vraiment qu'à partir du moment où elle est « inventée » c'est-à-dire découverte (ou redécouverte), inventoriée, topographiée et publiée. Bien sûr, la réalité physique d'une cavité naturelle est la plupart du temps bien antérieure à sa découverte par l'homme ; cependant tant qu'elle n'est pas explorée, mesurée et révélée, la cavité naturelle n'appartient pas au domaine de la connaissance partagée.
La liste spéléométrique des plus longues cavités naturelles de la Haute-Loire (> 10 m) est  actualisée fin 2019.
La plus longue cavité répertoriée dans le département de la Haute-Loire est le gouffre des Pieds Chromés au Pertuis (cf. ligne 1 du tableau ci-dessous).

## Haute-Loire (France)

### Cavités de développement supérieur à10m
12 cavités sont recensées au 31-12-2019.
| Réf. | Cavités (autres noms)                | Communes                | Massifs ou zones géographiques | Coordonnées (WGS 84)        | Développement (en mètres) | Dénivelée (en mètres) | Sources ou références     | Mises à jour |
| ---- | ------------------------------------ | ----------------------- | ------------------------------ | --------------------------- | ------------------------- | --------------------- | ------------------------- | ------------ |
| 1    | Gouffre des Pieds Chromés            | Le Pertuis              | Velay                          | 45° 07′ 00″ N, 4° 02′ 38″ E | +002 200, m               | +0088, m              | Spéléométrie de la France | 2000-00      |
| 2    | Puits des Juscles - Pas de la Chèvre | Le Pertuis              | Velay                          | 45° 06′ 36″ N, 4° 02′ 50″ E | +000536, m                | +0056, m              | Spéléométrie de la France | 2000-00      |
| 3    | Réseau Pentecôte - Renouveau         | Le Pertuis              | Velay                          | 45° 06′ 58″ N, 4° 02′ 38″ E | +000341, m                | +0063, m              | Spéléométrie de la France | 2000-00      |
| 4    | Gouffre de l'Oubli                   | Le Pertuis              | Velay                          | 45° 07′ 02″ N, 4° 02′ 42″ E | +000146, m                | +0027, m              | Spéléométrie de la France | 2000-00      |
| 5    | Grotte de la Doline                  | Le Pertuis              | Velay                          | 45° 07′ 00″ N, 4° 02′ 38″ E | +000135, m                | +0022, m              | Spéléométrie de la France | 2000-00      |
| 6    | Grotte de la Denise                  | Polignac                | Velay                          | 45° 03′ 36″ N, 3° 51′ 11″ E | +0 00080, m               | +0020, m              | Spéléométrie de la France | 2000-00      |
| 7    | Grotte du Rond du Barry              | Polignac                | Velay                          |                             | +0 00042, m               | +0000, m              | Spéléométrie de la France | 2000-00      |
| 8    | Grotte de la Planchette              | Saint-Privat-d'Allier   | Velay                          |                             | +0 00032, m               | +0000, m              | Spéléométrie de la France | 2000-00      |
| 9    | Faille principale du Château         | Saint-Maurice-de-Lignon | Velay                          |                             | +0 00015, m               | +0000, m              | Spéléométrie de la France | 2000-00      |
| 10   | Traversée du Château                 | Saint-Maurice-de-Lignon | Velay                          |                             | +0 00013, m               | +0000, m              | Spéléométrie de la France | 2000-00      |
| 11   | Grotte à Mandrin                     | Aurec-sur-Loire         | Velay                          |                             | +0 00012, m               | +0000, m              | Spéléométrie de la France | 2000-00      |
| 12   | Grotte de Tâtevin                    | Chanteuges              | Brivadois                      |                             | +0 00012, m               | +0000, m              | Spéléométrie de la France | 2000-00      |